# Lübecker Rat 1739
Der Rat der Hansestadt Lübeck im Jahr 1739. Im Jahr 1739 war der Lübecker Rat unterbesetzt. Die Bürgerschaft der Stadt erzwang die Ergänzungswahl des Rates auf die verfassungsrechtlich seit dem Bürgerrezess von 1669 vorgeschriebene Anzahl von Ratsherren, nachdem der Rat selbst diese über einen längeren Zeitraum unterlassen hatte.

## Bürgermeister
- Heinrich Balemann, Lübecker Bürgermeister seit 1724, Lübecker Ratsherr seit 1717 (Jurist, zuvor Ratssekretär seit 1702)
- Anton von Lüneburg, Bürgermeister seit 1732, Ratsherr seit 1717 (Zirkelgesellschaft)
- August Simon Lindholtz, Bürgermeister seit 1735, Ratsherr seit 1722 (Jurist)
- Hermann Münter, Bürgermeister seit 1738, Ratsherr seit 1724

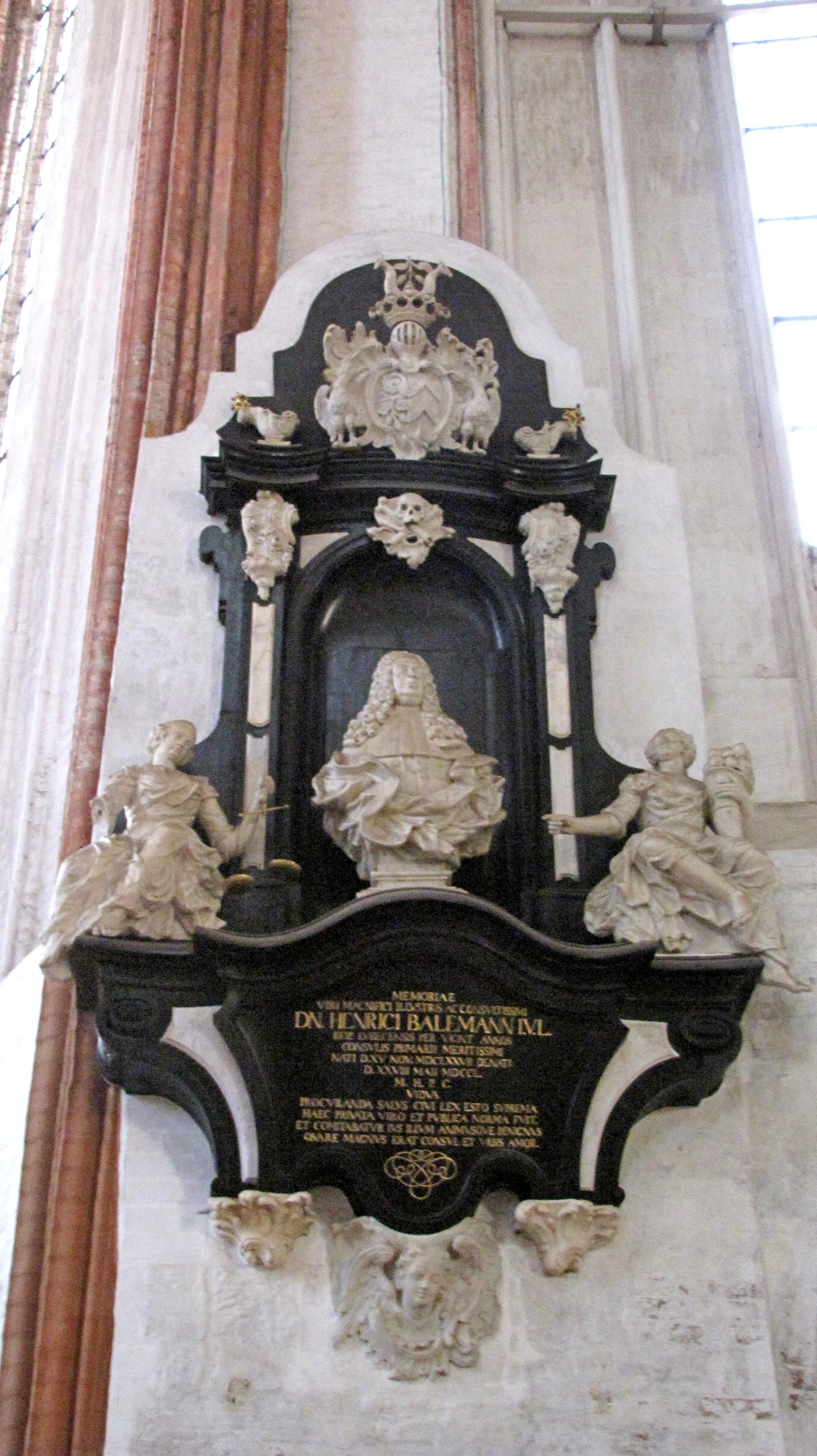
Epitaph für Bürgermeister Heinrich Balemann
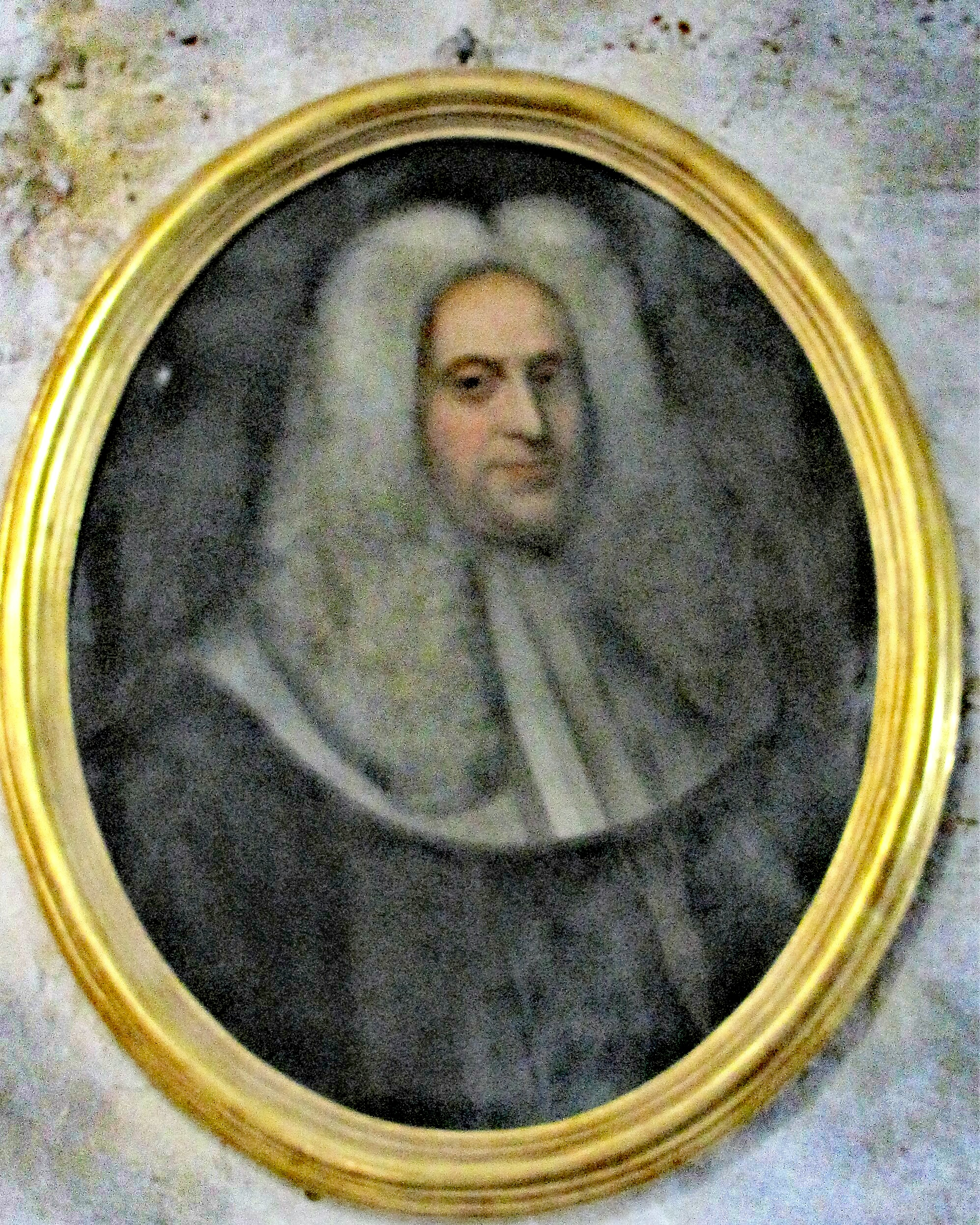
Bürgermeister Anton Lüneburg
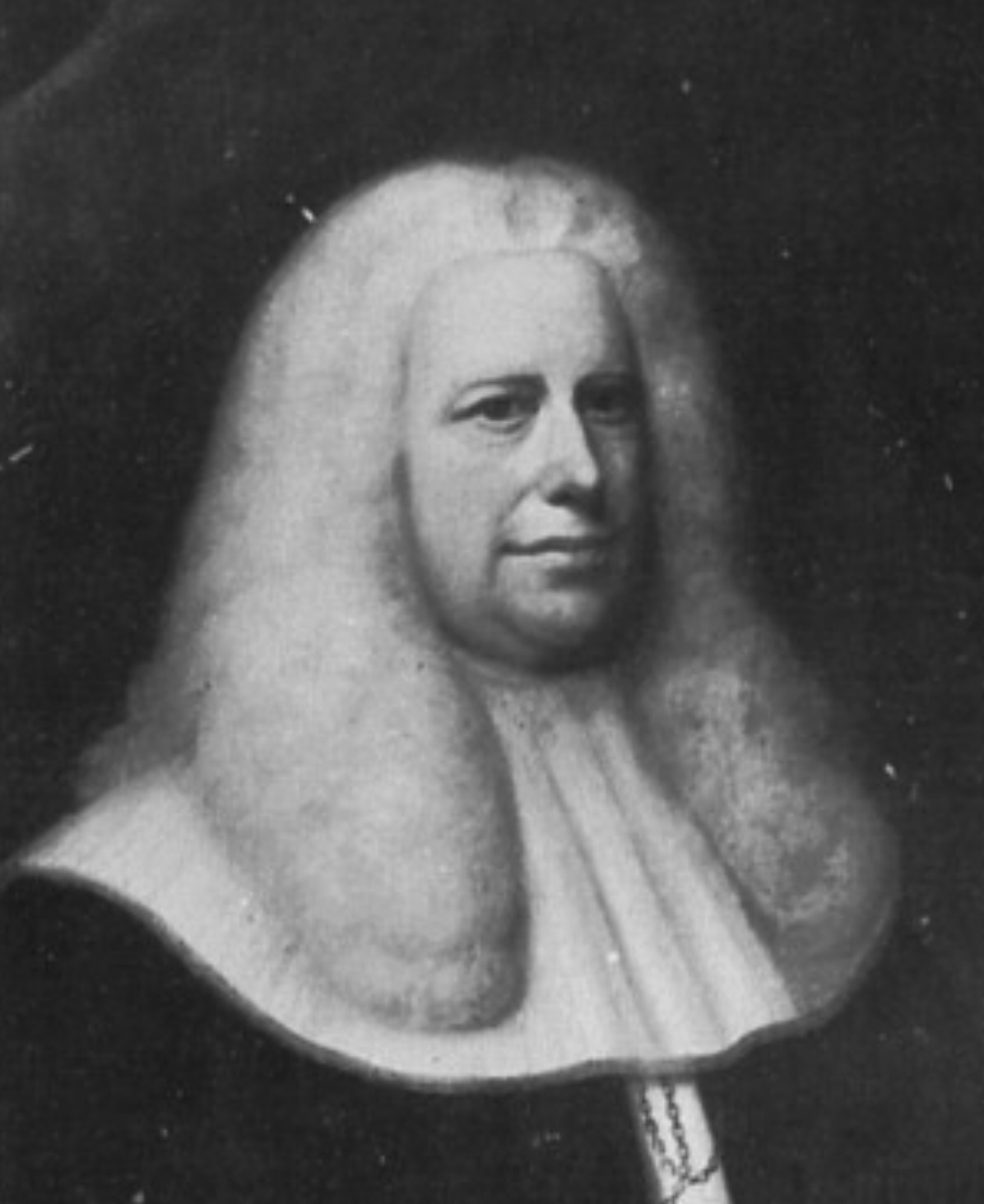
Bürgermeister Hermann Münter

## Syndicus
- Johann Schaevius seit 1720 Syndicus der Hansestadt Lübeck

## Ratsherren
- Gotthard Arnold Isselhorst, seit 1728 (Jurist), seit 1715 Ratssekretär
- Johann Adolph Krohn, seit 1731 (Jurist), zuvor seit 1706 Syndicus des Rates der Hansestadt Rostock
- Heinrich Rust, seit 1731 (Schonenfahrer)
- Hermann Woldt, seit 1732 (Kaufleutekompagnie)
- Jürgen Sieben, seit 1732 (Schonenfahrer)
- Joachim Rump, seit 1732 (Schonenfahrer)
- Georg Heinrich Gercken, seit 1735, seit 1718 Ratssekretär (1734 Protonotar)
- Mattheus Rodde (1681–1761), seit 1735
- Barthold Bauert, seit 1735 (Novgorodfahrer)
- Johann Friedrich Carstens, seit 1738 (Jurist), seit 1720 Ratssekretär (1735 Protonotar)
- Andreas Albrecht von Brömbsen, seit 1738 (Zirkelgesellschaft)
- Engelbrecht Brasche, seit 1738
- Marcus Tidemann, mit Ergänzungswahl vom 20. Februar 1739 (Schonenfahrer)
- Diedrich von Bartels, mit Ergänzungswahl vom 20. Februar 1739
- Johann David Widderich, mit Ergänzungswahl vom 20. Februar 1739 (Bergenfahrer)
- Paul Vermehren (Ratsherr), mit Ergänzungswahl vom 20. Februar 1739 (Stockholmfahrer)

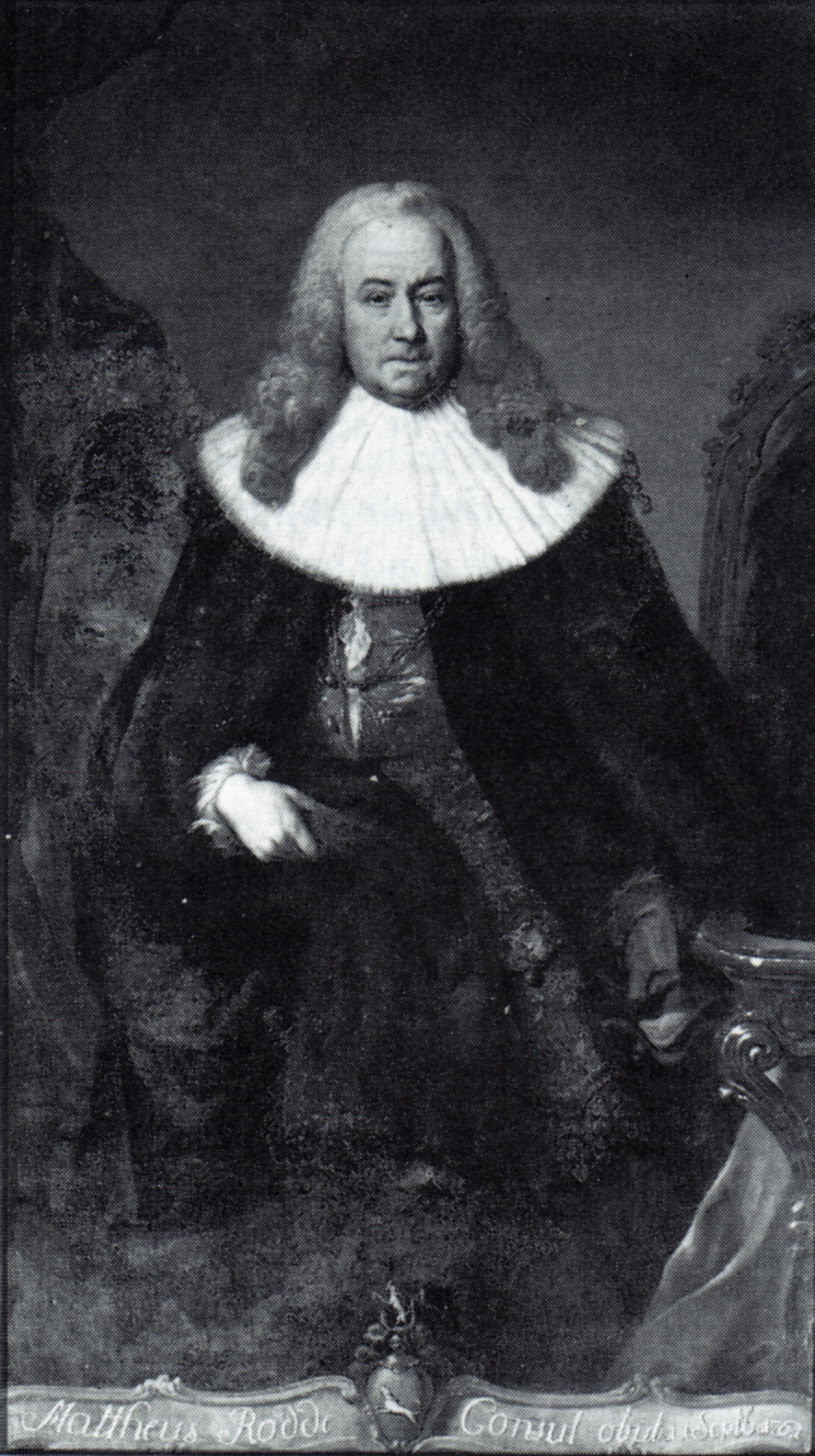
Mattheus Rodde
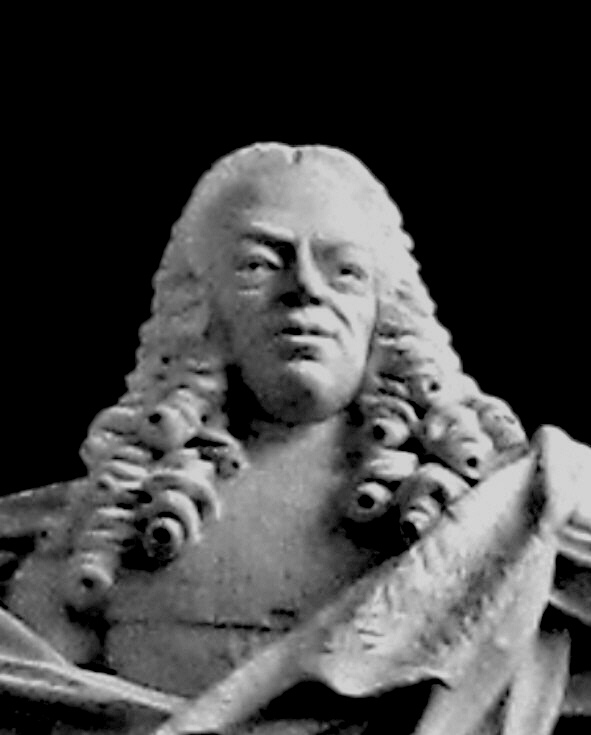
Andreas Albrecht von Brömbsen (Epitaphbüste)

## Ratssekretäre
Als Leiter der Kanzlei des Rates keine Ratsmitglieder, aber der Vollständigkeit halber als Akteure mit aufgeführt.
- Heinrich Diedrich Balemann, seit 1728 (seit 1738 Protonotar)
- Hermann Adolf le Févre, seit 1735
- Joachim Hinrich Dreyer, seit 1735